# Fête d'Opet

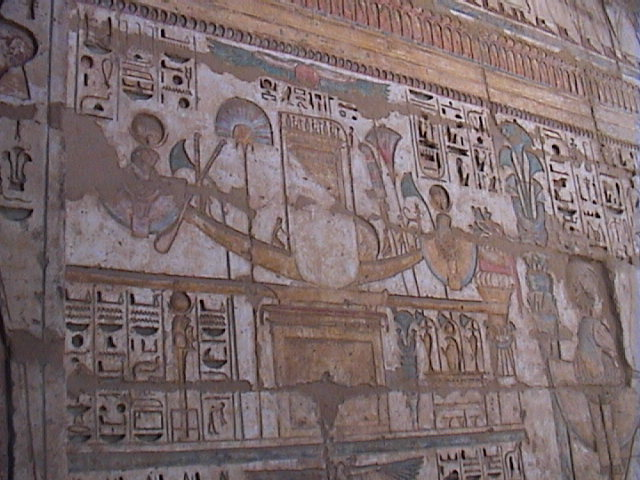
Dessin mural de l'époque de la belle fête d'Opet

La « belle fête d'Opet » (heb nefer en Ipet),  au cours de laquelle l’Amon-Rê de Karnak, accompagné de son épouse Mout et de leur fils Khonsou, sont portés en procession à Louxor, où il prend la forme d'Amon-Min, est l’une des fêtes religieuses les plus somptueuses de l’Égypte pharaonique. Elle est célébrée tous les ans au mois de Paophi, 2e mois de la saison akhet. Attestée à partir du règne d'Hatchepsout, elle se maintient jusqu'à la XXVe dynastie. À l’origine, les festivités duraient onze jours, mais finirent par s’étaler sur près d’un mois sous les Ramessides. 
Dans la colonnade d’Amenhotep III à Louxor, un ensemble exceptionnel de bas-reliefs, long d'environ vingt-six mètres, et datant des règnes de Toutânkhamon et de Séthi Ier, illustre les déplacements des divinités, ainsi que les cérémonies et festivités qui se déroulent le long du parcours. Le point de départ de la procession est le temple de Karnak, où le roi, « seigneur de faire les choses », accomplit les rites appropriés. Puis, des prêtres Ouâb au crâne rasé portent sur leurs épaules les barques sacrées jusqu'au Nil, tandis que des danseurs, chanteurs, acrobates et musiciens animent la fête devant la population locale et les soldats rassemblés le long de l’allée cérémonielle bordée de sphinx. Arrivées sur la rive du Nil, les barques sont déposées sur des vaisseaux dont le plus grand, l’Ouseret d’Amon, « en véritable bois de cèdre du Liban », mesure cent trente coudées. La coque de l'Ouseret est plaquée d’or, avec des reliefs figurant le roi alors qu’il officie devant le dieu. La tête de bélier d'Amon, parée de colliers et de splendides pectoraux, orne la proue et la poupe. Après l'embarquement des divinités, la flotte sacrée est remorquée vers Louxor, à contre-courant, par des haleurs et des équipes de mariniers qu’encouragent les fidèles massés sur le quai et le long des berges. 
Quand les lourds vaisseaux accostent enfin à Louxor, les barques sacrées sont mises à terre, avec d’infinies précautions, et franchissent l’enceinte sacrée de l’Opet du sud. Des prêtres les déposent dans la chapelle reposoir afin que les « images vivantes des dieux » puissent  être revigorées par des offrandes d’eau limpide, de fruits, de viandes, de fleurs fraîchement cueillies et d’encens, « toutes choses bonnes et pures ». Une fois accomplis ces rites solennels, le cortège divin s’engage dans la colonnade d’Amenhotep III, traverse la cour solaire, et pénètre dans la pénombre du sanctuaire où l’accueille le roi, entouré des plus hauts dignitaires. 
Les cérémonies qui se déroulent à l’intérieur du saint des saints, loin de la foule, nous échappent en grande partie. Il semble toutefois que le roi, dans un dialogue mystique avec son père Amon-Rê, ait pratiqué sur l’image divine le rituel dit de « l’ouverture de la bouche » : il touche la statue cultuelle de l’herminette sacrée et, ce faisant, il répète le geste effectué par le prêtre lors de la « mise au monde » de la divinité dans la « Maison des orfèvres ». Par ce rituel, qui s’accompagne d’offrandes et de formules incantatoires, Pharaon transmet magiquement à Amon-Rê l’énergie vitale d’Amon-Min. Ce miracle transfigure le ka royal lui-même, par réciprocité, et la nature divine du prince s’en trouve réaffirmée.  Quand Pharaon émerge du  « lieu de sa justification où il vient d’être rajeuni » et s’offre aux ovations de la foule rassemblée dans la cour solaire, « [cette] métamorphose visible de tous » atteste sa légitimité de droit divin : il est redevenu ce qu’il fut à son avènement, le « dieu parfait » sur le trône d’Horus, le « Premier d’entre les kas vivants ».
Aujourd'hui encore, il y a une survivance de la fête d'Opet à travers la fête musulmane d'Abou Haggag, célébrée tous les ans à Louxor : les festivités culminent en un cortège de petits bateaux promenés en procession autour de l'enceinte du temple de Louxor.